# Ист Бенгал
«Ист Бенгал» (англ. Kingfisher East Bengal Football Club) — индийский футбольный клуб из Калькутты, выступающий в Индийской суперлиге. Основан в 1920 году. Домашние матчи проводит на «Стадионе индийской молодёжи», вмещающем 120 000 зрителей или на стадионе «Ист Бенгал», вмещающем 24 000 зрителей.

## Достижения
- Чемпион Индии (3): 2000/01, 2002/03, 2003/04
- Обладатель Кубка Индии (8): 1978, 1980, 1985, 1996, 2007, 2009, 2010, 2012
- Обладатель Суперкубка Индии (3): 1997, 2005-06, 2011
- Победитель Клубного чемпионата АСЕАН (1): 2003